# Jean de Saulx de Courtivron
Ne doit pas être confondu avec Jean de Saulx.
Jean de Saulx de Courtivron né en 1357 à Courtivron et mort en octobre 1420 est un noble bourguignon , avocat et administrateur. Il a été conseiller au Parlement de Paris et chancelier de Flandre et de Bourgogne .

## Biographie
Petit-fils du secrétaire ducal Jean de Saulx et fils de Aymonin de Saulx, il appartenait à une noble famille de fonctionnaires dont le siège ancestral était à Saulx . Il étudia le droit et devint en 1384 conseiller du roi de France Charles VI au Parlement de Paris . Il occupa ce poste jusqu'en 1404 et le cumula à partir de 1396 avec celui de conseiller-maître des requêtes de Philippe le Hardi . Son successeur Jean sans Peur le nomme chancelier le 9 avril 1405, poste le plus élevé de l'état bourguignon. Il est également fait chevalier par le même occasion.
En 1408 il participe à de nombreuses missions diplomatiques , notamment en Savoie et en Hongrie.
Il devient également conseiller au Conseil de Flandre en 1411 et au Parlement de Paris en 1418. Il occupera la fonction de chancelier jusqu'à sa démission le 10 septembre 1419 peu avant sa mort. 
On lui accorde un tombeau au Prieuré du Quartier à Salives , appartenant à l'ordre du Val des Choues.

## Famille
Jean de Saulx était un fils d'Aymonin de Saulx († 1392) et de Guyotte Paillart. Un de ses frères, Philibert de Saulx, fut évêque de Chalon-sur-Saône (1409-1413) et d'Amiens (1413-1418).
Il était marié à Perette de Mairey († 1423). Leur fille Agnès († 1443) fut la première épouse de Pierre de Bauffremont (fr).
La plaque funéraire L'église conventuelle de Salives a disparu, mais la dalle funéraire de Saulx et de son épouse a été réutilisée comme autel dans une chapelle du XIXe siècle qui est devenue le domaine de Valduc du Commissariat à l'Énergie Atomique .